# Guerra de los Sinestro Corps
La Guerra de los Sinestro Corps (también traducida al español como Guerra de la Corporación de Sinestro y Guerra de la Corporación de Siniestro) fue un crossover de los cómics Linterna Verde y Green Lantern Corps de la editorial estadounidense DC Comics. La historia fue escrita por Geoff Johns y Dave Gibbons, y dibujada por Ivan Reis y Ethan Van Sciver. Esta saga de once números se publicó entre junio y diciembre de 2007.
El argumento trata sobre la guerra entre los Green Lantern Corps, una fuerza policial intergaláctica ficticia, y los Sinestro Corps, liderados por el ex Linterna Verde Sinestro. La base fundamental para el crossover fue una historia realizada por Alan Moore en Tales of the Green Lantern Corps (Historias de los Green Lantern Corps) de los años 1980. Como resultado de la guerra, muchos personajes cambiaron, murieron o fueron reintroducidos dentro del universo principal.
La Guerra de los Sinestro Corps es la segunda parte de una trilogía dentro de la serie Green Lantern; Green Lantern: Rebirth (2005), también realizada por Johns y van Sciver, fue la primera parte. Green Lantern: The Blackest Night, cuya base queda asentada en la conclusión de la guerra, será la tercera parte y su publicación está programada para el año 2009, y que se completará en una tetralogía al final con El Día Más brillante en 2010/2011 .

## Historia
Tras su derrota en Green Lantern: Rebirth, Sinestro se retira al planeta Qward en el universo de antimateria, y allí reúne un ejército: los Sinestro Corps. Cada miembro de esta organización está armado con un anillo de poder amarillo, similar a los anillos verdes de los Green Lantern Corps; además, los miembros son elegidos por su «habilidad para inspirar miedo». Entre los Sinestro Corps se hallan Hank Henshaw (en Cyborg Supermán), Arkillo, el virus inteligente Despotellis, Ranx la Ciudad Viviente (ahora magnificada al tamaño de un planeta), el Antimonitor y la encarnación del miedo, Parallax.
Mientras patrullan el Sector Espacial 424, los Linternas Verdes Graf Toren y Vode-M se topan con un anillo de poder amarillo que está destrozando todo a su camino a través del espacio. Kyle Rayner, quien en ese momento utiliza el nombre de Ion, se une a ellos y logra capturar y encerrar al anillo para luego llevarlo a Oa. Allí, el anillo consigue liberarse y transporta a Kyle a Qward. Al mismo tiempo, Oa y Mogo son atacados por miembros de los Sinestro Corps, quienes asesinan a varios Linternas Verdes y liberan a Superboy Prime (prisionero en Oa desde la conclusión de Crisis Infinita) y al Cyborg Supermán.
En Qward, Sinestro enfrenta a Kyle y este es superado por el esfuerzo conjunto del ejército de Sinestro. El villano explica que "Ion" es la encarnación del poder de voluntad, del mismo modo que Parallax es la del miedo. Después de retirar a la entidad Ion del cuerpo de Kyle y de encerrarla, Sinestro revela que el virus inteligente Despotellis fue el responsable de la muerte de la madre de Kyle, Maura. Quebrado y arrebatado por el miedo, Kyle es poseído por Parallax. Parallax, el Cyborg Supermán y Superboy Prime se unen a los Sinestro Corps y un ataque a gran escala es lanzado sobre el universo de materia positiva.
Mientras, en Oa, los Green Lantern Corps descubren que tras el ataque inicial de los Sinestro Corps sobre Oa, los Linternas Verdes están siendo cazados y aniquilados en todo el universo. Luego de una reunión secreta con los Guardianes Ganthet y Sayd, Hal, John y Guy se preparan para viajar a Qward para rescatar a Kyle. Cuando están a punto de partir, los tres quedan atrapados en una trampa dentro de la Batería de Poder Central y son enfrentados por Parallax, quien los obliga a revivir sus miedos más profundos. Luego, Hal es transportado a Qward y debe combatir a Kyle Rayner y los Sinestro Corps.
Mientras los Sinestro Corps continúan atacando a los Linternas Verdes en todo el espacio, Sinestro regresa a Korugar para enfrentar a su sucesora, Soranik Natu. Sinestro la vence pero le perdona la vida ya que calcula que esto la forzará a permanecer en Korugar para cumplir con sus obligaciones como la "Salvadora de Korugar". Sinestro vuelve a Qward para unirse a la batalla que está teniendo lugar allí.
Arkillo y Kilowog movilizan al grueso de sus respectivas tropas. Mientras la batalla se recrudece, se vuelve claro que la ventaja está colocándose en contra de Arkillo. Sin embargo, justo en el momento en que Kilowog está por dar el golpe final, Sinestro lo ataca y lo pone en coma. Esto le da a Arkillo la oportunidad para poner fin al enfrentamiento, pero Hal Jordan llega y dirige un asalto sobre los Sinestro Corps. Jordan hace a un lado a Arkillo y enfrenta a Sinestro, pero es emboscado por Parallax. Salaak ordena a Arisia que cuide del Linterna Verde novato Sodam Yat, un daxamita que se profetiza será el "Linterna Verde Definitivo". Junto a Mogo, Green Man recupera las partes de su camarada Stel, a quien Green Man había tratado de destruir bajo la influencia de Despotellis. Cuando se preparan para dirigirse hacia Oa, los Linternas Verdes descubren que un enorme contingente de miembros de los Sinestro Corps está llegando junto con Ranx la Ciudad Viviente, ahora magnificada para rivalizar con el tamaño de Mogo.
Mientras tanto, Hank Henshaw y los Manhunters terminan la creación de un nuevo Mundo Guerra en el Sector Espacial 3601. Se revela que Henshaw se unió a los Sinestro Corps para que después el Antimonitor pueda matarlo y permitirle descansar en paz. Al mismo tiempo, Superboy Prime se encuentra sentado en la Luna, observando la Tierra.
Hal Jordan intenta huir de Qward luego de ser aplastado por Parallax. Los Sinestro Corps lo atacan hasta que llega ayuda en la forma de los "Linternas Perdidos". Sus fuerzas combinadas logran contener a los Sinestro Corps, pero luego son atacados por Parallax, quien los obliga a enfrentar sus miedos y asesina a Jack T. Chance. Los demás Linternas Verdes escapan al subsuelo y se dividen en dos grupos. Uno de los grupos localiza a los desaparecidos Guy Gardner y John Stewart, para luego ser enfrentados por Lyssa Drak, quien mantiene a ambos cautivos.
Green Man, Stel, Mogo y Bzzd luchan contra varios miembros de los Sinestro Corps. Kilowog y un grupo de Linternas Verdes llegan poco después y los bandos se enfrentan. Enkafos convence a Ranx de perforar a Mogo con sus disruptores gravitacionales a cambio de poder vengarse de Guy Gardner. Los Hijos del Lóbulo Blanco se preparan para hacer explotar el núcleo de Mogo una vez que la perforación haya terminado. Sodam Yat, Stel, Chthos y Kol son enviados a atacar a Ranx en forma directa. Mientras, los "Linternas Perdidos" siguen buscando a la entidad Ion, pero antes de que puedan lograrlo, son confrontados por el Antimonitor.
Hal, Graf y Tomar Tu vencen a Lyssa Drak y liberan a John y Guy, pero en el proceso el anillo de Hal se queda sin energía. Hal irrumpe en una fábrica cercana, se apodera de diez anillos de poder amarillos y utiliza su experiencia como huésped de Parallax para hacerlos funcionar. Hal y los demás Linternas Verdes intentan escapar pero son detenidos por un grupo de Sinestro Corps, entre los cuales se hallan Amon Sur, Parallax y Sinestro. Sinestro hace que varios Manhunters extraigan la energía de los anillos de Hal. Los "Linternas Perdidos" descubren que el Antimonitor está realizando experimentos en la entidad Ion. Cuando Ke'Hann es aniquilado por el Antimonitor, Hannu emplea su anillo como distracción y los otros Linternas Verdes escapan con la entidad Ion. 
En el mismo momento en que Hal y los otros están por ser asesinados, los "Linternas Perdidos" llegan con la entidad Ion y ambos grupos escapan a Oa. Hal, John y Guy vuelven a la Tierra y advierten a la Liga de la Justicia acerca del regreso del Antimonitor. En Oa, los Linternas Verdes descubren que el Libro de Oa ha sido reescrito por los Guardianes de modo que ahora los anillos de poder pueden matar a cualquier miembro de los Sinestro Corps. Poco después, los Sinestro Corps, junto con la Batería de Poder Central Amarilla, se teletransportan desde Qward hacia el nuevo Mundo Guerra y se preparan para invadir la Tierra.
En Mogo, los Linternas Verdes matan a varios miembros de los Sinestro Corps, entre los que se incluye Enkafos, y capturan y matan a varios de los Hijos del Lóbulo Blanco. Salaak llega para ayudar a Kilowog mientras Arkillo y el resto de los Sinestro Corps se retiran. Sodam Yat logra destruir a Ranx desde dentro. Entonces, los Green Lantern Corps son contactados por Hal, quien les advierte sobre el plan de Sinestro de invadir la Tierra. que a su vez Superboy Prime se entera de eso y se comunica de igual manera con Sinestro.
Los Sinestro Corps, junto con Superboy Prime y los Manhunters, invaden la Tierra. El Cyborg Supermán ataca a Supermán mientras que Superboy Prime hace lo mismo con la Sociedad de la Justicia; Hal enfrenta a Parallax justo cuando este estaba a punto de matar a la familia de Jordan. Parallax absorbe a Hal dentro suyo. Jordan consigue utilizar una pintura realizada por la madre de Kyle para ayudar a que este se sobreponga a sus miedos y rechace a Parallax. La entidad, ahora en su forma originaria, es contenida por Ganthet y Sayd dentro de las baterías de poder de Hal, John, Guy y Kyle. Ganthet y Sayd revelan que ya no pertenecen a los Guardianes y Ganthet le da un nuevo anillo de poder a Kyle, pidiéndole que vuelva a convertirse en un Linterna Verde. Kyle accede. El Antimonitor llega a la Tierra.
Superboy Prime continúa su asalto contra varios grupos de superhéroes que se unen en su contra. Supermán, Supergirl y Power Girl logran destruir la armadura de Prime, quitándole sus poderes pero una vez que sale el sol los recupera. Mientras tanto, más Linternas Verdes llegan a la Tierra y se dispersan a lo largo del planeta para combatir a los Sinestro Corps. Kilowog consigue derrotar a Arkillo en San Diego pero opta por quitarle el anillo en lugar de matarlo. Cuando ambos bandos se reúnen en Nueva York, Sodam Yat intenta un ataque contra el Antimonitor, pero es vencido rápidamente. Mientras el Antimonitor se prepara para matarlo, los Guardianes llegan al lugar y colocan a la entidad Ion dentro de Sodam Yat, declarándolo como el nuevo Ion. Justo cuando Superboy Prime parece estar derrotado, el Sol se eleva y sus poderes regresan.
Tras ser testigo de la creación del nuevo Ion, Superboy Prime una vez recuperado lo enfrenta y luchan en el cielo sobre Nueva York. Ambos combatientes se encuentran parejos en términos de poder hasta que la lucha se traslada a una planta de energía nuclear donde, debido a la fisiología daxamita de Sodam Yat, este se debilita gravemente por la presencia de plomo en el reactor. Cuando trata de escapar de la planta, Prime empala a Ion con una vara de plomo. Sodam Yat sigue luchando pese a que sus poderes están disminuidos por el envenenamiento por plomo, pero Superboy Prime aprovecha la ventaja y lo golpea hasta (aparentemente) matarlo. Sosteniendo a Sodam Yat con una mano, Superboy Prime vuelve su atención al resto de los Corps como ganador de la batalla.
Ganthet y Sayd revelan el verso final de la profecía a los cuatro Linternas Verdes de la Tierra. Este verso, conocido como "La Noche Más Oscura" (Blackest Night), indica que en el futuro se crearán otros cinco Corps, cada uno basado en un color y emoción diferente, y que se desatará una guerra entre los siete Corps hasta que se destruyan uno al otro y al universo, conduciendo a la Noche Más Oscura.
Hal viaja a Ciudad Costera y avisa a la población que huya, pero todos se niegan a irse y encienden linternas de color verde a modo de apoyo hacia Hal y los Corps. A continuación, Sinestro ataca a Hal y explica que todo el tiempo su plan fue hacer que los Guardianes autorizaran el empleo de la fuerza letal y que el universo temiese a los Green Lantern Corps. Sinestro utiliza a sus Manhunters para extraer la energía de los anillos de poder de Hal y Kyle, obligándolos a combatir desde el suelo.
En Nueva York, el Antimonitor comienza a crear un muro de antimateria que consume todo lo que toca. Los Guardianes llegan y atacan al Antimonitor, dañando su armazón exterior. Guy y John lanzan Mundo Guerra sobre el Antimonitor y el Cyborg Supermán como si fuese una granada, dañando gravemente a ambos. A continuación, Superboy Prime arroja a los dos al espacio y sigue atacando a todos los que lo rodean sin importarle que sean linternas de Sinestro esta contra todos al ver que los ataques con él son inútiles, uno de los Guardianes se sacrifica a modo de bomba para tratar de matar a Prime; sin embargo, la explosión no hace más que enviar a Superboy Prime al Multiverso. 
Hal y Kyle pelean contra Sinestro mano a mano después de haber empleado la cabeza de un Manhunter para drenar el anillo del villano. Sinestro es vencido y colocado bajo arresto. Los miembros restantes de los Sinestro Corps huyen al espacio. La cabeza del Cyborg Supermán es recuperada por varios Manhunters, quienes lo reconstruyen contra su voluntad.
A consecuencia de la guerra, los Guardianes deciden poner en vigencia la segunda de sus nuevas leyes. Tras reconocer que la profecía de la "Noche Más Oscura" se hará realidad, Ganthet y Sayd crean un anillo de poder azul y parten con la intención de formar sus propios Corps, con la idea de extender el sentimiento de esperanza al resto del universo. Mientras el Antimonitor, atraído desde el espacio, se halla a sí mismo en un planeta oscuro y es aprisionado por una fuerza desconocida dentro de una Batería de Poder Negra.

## Origen

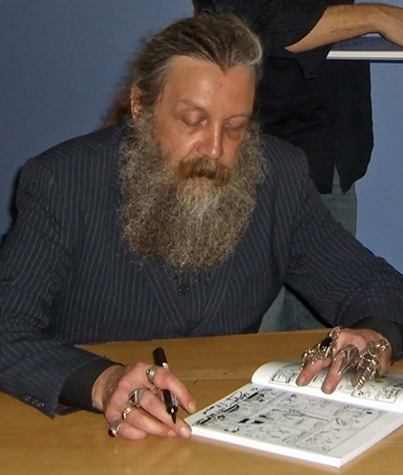
Alan Moore, guionista de "Tigres", que fue una de las bases para la Guerra de los Sinestro Corps.

Las bases para la Guerra de los Sinestro Corps fueron sentadas por Alan Moore y Kevin O'Neill la historia corta "Tigres" perteneciente a Tales of the Green Lantern Corps Annual n.º 2 (1986). Muchas de las ideas pertenecientes a las historias de Moore, que incluyen la profecía de la Noche Más Oscura, Sodam Yat, Ranx la Ciudad Viviente y los Hijos del Lóbulo Blanco, fueron incorporadas a la Guerra de los Sinestro Corps por Johns y Gibbons. Leezle Pon, un personaje menor que únicamente fue mencionado una vez en la historia "Mogo no socializa" (también de Moore) hace 25 años, también realiza una aparición en Green Lantern n.º 25.
El trabajo para la Guerra de los Sinestro Corps comenzó en septiembre de 2006. La estructura era fluida e incluso se hablaba de convertir la historia en un relato de varios números con dos especiales enmarcándolo o de publicar un único número gigantesco. Originariamente el título era Sinestro Corps, pero se incorporó la palabra Guerra durante su desarrollo. Al fin la estructura se decidió por un one-shot a publicarse en junio de 2007, después del cual la historia alternaría entre Green Lantern y Green Lantern Corps hasta noviembre. Luego del éxito inicial del crossover, se agregaron cuatro one-shots con el título Tales of the Sinestro Corps. El crossover en sí fue anunciado por primera vez por Geoff Johns y Ethan Van Sciver durante el panel "DC Big Guns" ("Los Grandes de DC") en la Fan Expo Canadá de 2006, donde Johns lo llamó «el siguiente paso de Rebirth». Para enero de 2007, Johns, Dave Gibbons y el editor Peter Tomasi tenían planeada la mayoría del argumento. Sterling Gates, a quien Johns había conocido en una convención, ingresó para escribir una historia de complemento para el one-shot de Superman-Prime y coescribir Green Lantern/Sinestro Corps Secret Files n.º 1.
Los creadores dijeron que la Guerra de los Sinestro Corps era «la Segunda Guerra Mundial con la totalidad del universo». En una entrevista realizada en septiembre de 2007, Geoff Johns comparó Guerra de los Sinestro Corps con la trilogía de Star Wars, donde Green Lantern: Rebirth sería Una Nueva Esperanza y Guerra de los Sinestro Corps, El Imperio Contraataca. El artista Ivan Reis efectuó referencias a otras historias de ciencia ficción, insertando personajes como E.T., Alf y un Predator en una ilustración de dos páginas. Los escritores también incluyeron el sonido "EPA" en Green Lantern n.º 25 como una referencia directa a una escena en Los Simpson: la película donde El hombre de tienda de cómics realiza un comentario acerca de una lucha entre Linterna Verde y Sinestro donde se usaba ese sonido.

## Formato
La historia principal está compuesta por once partes publicadas en las series Green Lantern y Green Lantern Corps. Además, para expandir la historia, existen cuatro one-shots titulados Tales of the Sinestro Corps y un tie-in con Blue Beetle n.º 20. La primera parte, el one-shot Green Lantern: Sinestro Corps Special n.º 1, se publicó en junio de 2007; las partes dos a diez salieron a la venta entre agosto y diciembre, alternándose entre Green Lantern n.º 21-25 y Green Lantern Corps n.º 14-18, con un epílogo en Green Lantern n.º 26. El contenido de Green Lantern Corps n.º 19 fue modificado para mostrar la batalla entre Sodam Yat y Superboy Prime, en respuesta a la reacción de los aficionados a la historia. Geoff Johns anunció en octubre que la conclusión (Green Lantern n.º 25) se publicaría con un retraso de dos semanas. Una vez terminada la saga, se publicó el especial Green Lantern/Sinestro Corps Secret Files n.º 1 en diciembre para explorar aún más el trasfondo de ambos grupos además de proporcionar una lista de cada miembro de los Green Lantern Corps y los Sinestro Corps.
Hubo una gran discusión interna acerca del modo en que se recopilaría la saga. La decisión final fue publicar dos volúmenes en tapa dura (uno en febrero de 2008 con las primeras cinco partes y otro en junio con las últimas seis) más otro volumen que sería publicado en junio y contuviera todos los tie-in e historias de complemento. Esto concuerda con la actual tendencia de DC Comics respecto a publicar primero recopilaciones resistentes, en tapa dura, seguidas luego por otras en tapa blanda.

### Tales of the Sinestro Corps
Además de la historia principal, también se publicaron cuatro especiales llamados Tales of the Sinestro Corps en septiembre, octubre y noviembre de 2007. Estos números fueron un agregado posterior, debido al gran éxito inicial del crossover. En junio de 2008 saldrá a la venta una recopilación en tapa dura de las cuatro publicaciones. Estas se enfocan en:
- Parallax, escrita por Ron Marz e ilustrada por Adriana Melo y Marlo Alquiza.[28]
- Cyborg Supermán, escrita por Alan Burnett e ilustrada por Patrick Blaine y Jay Leisten.[26]
- Supermán Prime[29] (que previamente había sido anunciada sobre el Antimonitor),[26] escrita por Geoff Johns e ilustrada por Pete Woods. Este número también contiene la historia de complemento "Fear is a Baby's Cry" (El miedo es el llanto de un bebé) escrita por Sterling Gates e ilustrada por Jerry Ordway.
- Ion, escrita por Ron Marz e ilustrada por Michael Lacomb.[30]

## Cambios en el Universo DC y sus personajes
El crossover introdujo a los Sinestro Corps dentro del Universo DC luego de algunas menciones que se habían realizado post-Un Año Después en la serie Green Lantern. Sinestro recibió una gran reexaminación temática como consecuencia del liderazgo asumido en los Corps que llevan su nombre, con paralelismos con Adolf Hitler y la Alemania nazi. Otros villanos de Linterna Verde, Superboy Prime (luego Supermán Prime), el Cyborg Supermán y los Manhunters, se convirtieron en miembros de los Sinestro Corps. Además, el Antimonitor hizo su primera aparición desde su muerte al final de Crisis en Tierras Infinitas en 1985, transformado en el "Guardián" de los Sinestro Corps y más tarde en la fuente de poder de los Linternas Negras. Superboy Prime fue renombrado Supermán Prime durante la saga, aparentemente para demostrar su madurez en la historia. Geoff Johns mencionó que la actual disputa legal sobre el nombre Superboy fue otro motivo para el cambio en el nombre del personaje.
Green Lantern n.º 25 amplió el concepto del "espectro emocional" e introdujo cinco nuevos Corps basados en una estructura similar a la de los Linternas Verdes y los Sinestro Corps. Estas organizaciones corresponden a emociones diferentes y coinciden con los siete colores del arcoíris (rojo para la ira, anaranjado para la avaricia, amarillo para el miedo, verde para el poder de voluntad, azul para la esperanza, índigo para la compasión y púrpura para el amor). Ganthet y Sayd, dos Guardianes del Universo que fueron exiliados durante el transcurso de la guerra, aparecen como creadores de los Corps que pertenecen a la esperanza, mientras que el Antimonitor se transforma en la fuente de energía de una octava organización, los "Linternas Negras", que representan a la muerte y a la «ausencia de impulsos y emociones humanas». Además, esta publicación sentó las bases para el evento de 2009 titulado La Noche Más Oscura, algo en lo que los creadores han estado trabajando desde comienzos de 2007.

## Recepción y crítica
La Guerra de los Sinestro Corps transformó a Green Lantern en uno de los títulos más lucrativos de DC. Green Lantern: Sinestro Corps Special n.º 1, publicado por primera vez en junio de 2007, se agotó en un solo día. DC reimprimió este especial cuatro veces más, cada una de ellas con una cubierta distinta a cargo de van Sciver. Para agosto, la publicación había vendido más de 89 000 copias, de las cuales un 36 % correspondían a un número inusualmente mayor de resolicitaciones. Las primeras cuatro partes de la saga, Green Lantern n.º 21 y 22, y Green Lantern Corps n.º 14 y 15, salieron a la venta en julio y agosto, también se agotaron, y se realizó una segunda impresión; Green Lantern Corps n.º 14 tuvo incluso una tercera impresión. Más tarde, Green Lantern n.º 23 y Tales of the Sinestro Corps: Parallax n.º 1 también fueron impresas dos veces. Blue Beetle n.º 20 tuvo ventas mucho más elevadas de lo normal debido a que fue un tie-in de la Guerra de los Sinestro Corps, con ventas un 75 % mayores que el mes anterior.
La crítica recibió en forma sumamente positiva a la Guerra de los Sinestro Corps. IGN.com dijo que la historia era un «éxito descomunal» y Newsarama se refirió a la saga como «una aventura de DC repleta de acción» y «el éxito de superventas de DC de todo el año». CBR publicó una editorial a mediados de octubre que se tituló "La Guerra de los Sinestro Corps es lo que World War Hulk DEBERÍA ser", hablando de la capacidad de la primera para sostenerse y ganar ímpetu pese a ser el doble de larga y mucho menos publicitada que la última. La Guerra de los Sinestro Corps fue nombrada luego uno de los mejores títulos de 2007 por CBR, mientras que Geoff Johns fue señalado como uno de los mejores escritores del año. Van Sciver fue nominado a un Premio Eisner por su labor en Green Lantern: Sinestro Corps Special n.º 1.
El editor ejecutivo de DC Comics Dan DiDio elogió a esta historia diciendo que era «la mejor cosa que [DC Comics] publicó este año. Sin lugar a dudas». También expresó que la Guerra de los Sinestro Corps era el modelo para los crossovers de 2008 en adelante, incluso Crisis Final. Didio afirmó que le gustaría ver una película de la Guerra de los Sinestro Corps similar a Justice League: The New Frontier.